# Automolis crassa
Automolis crassa is een vlinder uit de familie spinneruilen (Erebidae), onderfamilie beervlinders (Arctiinae). De wetenschappelijke naam van de soort is voor het eerst geldig gepubliceerd in 1874 door Felder.
Deze nachtvlinder komt voor in tropisch Afrika.